# Commande semi-automatique sur ligne de visée

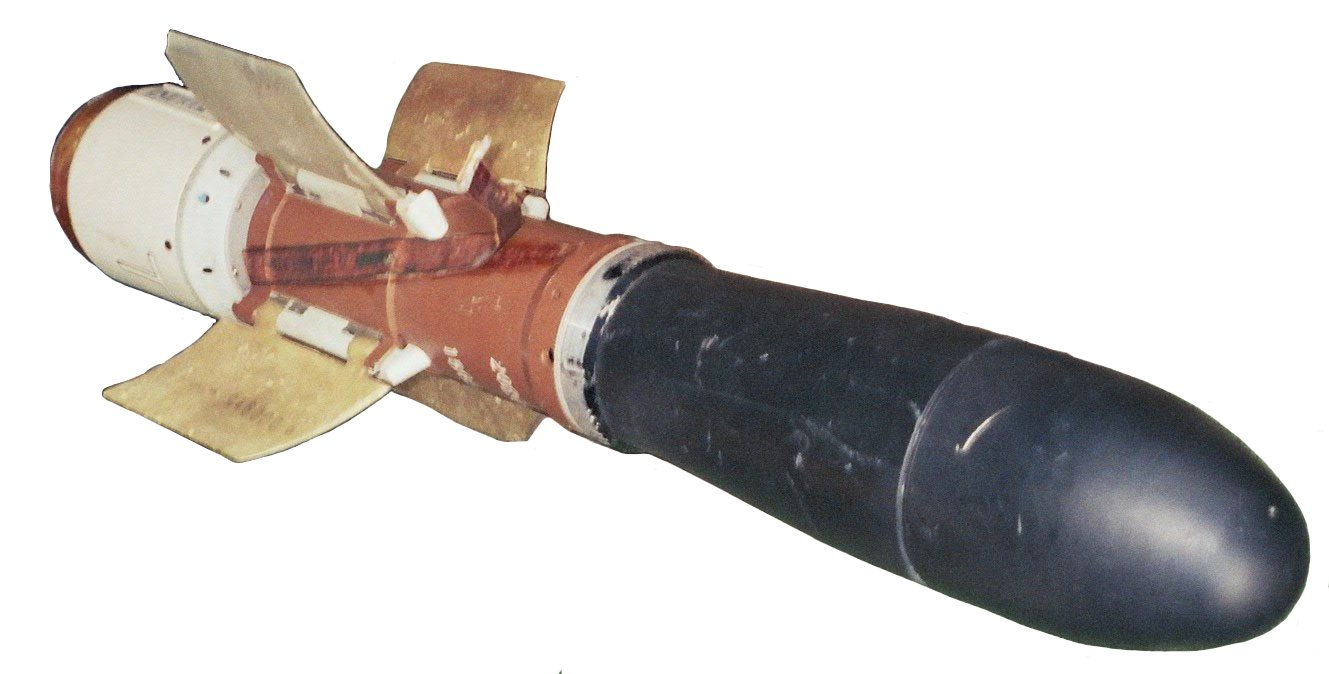
Journées Nation Défense, Esplanade des Invalides, Paris, France, 24-25 septembre 2005

La commande semi-automatique sur ligne de visée (anglais : Semi-automatic command to line of sight, abrégé SACLOS) est une méthode de guidage des missiles. Suivant cette méthode, l'opérateur doit continuellement pointer un dispositif de visée vers la cible pendant que le missile est en vol. L'électronique du dispositif de visée et/ou du missile le guide alors vers la cible.
De nombreuses armes SACLOS sont basées sur un chercheur infrarouge aligné avec le viseur ou le télescope de visée de l'opérateur. Le chercheur suit le missile, soit l'échappement chaud de son moteur-fusée, soit souvent des fusées éclairantes attachées à la cellule du missile, et mesure l'angle entre le missile et l'axe central des viseurs de l'opérateur. Ce signal est envoyé au missile, souvent à l'aide de fils métalliques minces, d'une fibre optique ou d'une liaison radio, ce qui le fait rediriger vers le centre de la ligne de visée. Des exemples courants de ces armes sont les missiles antichars filoguidés BGM-71 TOW (ATGM), le Milan, ou le missile sol-air radiocommandé Rapier (SAM). L'AKERON MP successeur du Milan peut être guidé au choix en mode tire et oublie ou en mode SACLOS, lui-même reconfigurable après le tir (retour vidéo depuis la tête du missile).
Une autre classe d'armes SACLOS est basée sur le principe du faisceau. Dans ce cas, un signal est envoyé depuis le viseur de l'opérateur vers la cible. Le signal est généralement radio ou plus couramment un laser. Le missile est équipé de récepteurs pour le signal à l'arrière du fuselage. Une certaine forme de codage est utilisée dans le signal afin que le missile puisse se diriger vers le centre du faisceau ; des fréquences changeantes ou des motifs de points sont couramment utilisés. Ces systèmes présentent un avantage et un inconvénient : la liaison entre le lanceur et le missile ne peut pas facilement être rompue ou bloquée, mais le signal de guidage peut être détecté par la cible. Les exemples incluent le RBS 70 SAM à guidage laser et le 9M119 Svir ATGM, mais également les roquettes guidées par laser pour les hélicoptères, moins onéreuses que des missiles, et qui sont en fort développement dans les années 2020 ; par exemple la FZ275 LGR de Thales.